# Ludwig Friederichsen
Ludwig Friedrich Wilhelm Sophus Friederichsen (Rendsburg, 1 de maig de 1841-Hamburg, 20 d'abril de 1915) va ser un geògraf, cartògraf, editor, llibreter, i alhora un polític colonial alemany.

## Obres
- Die britischen Besitzungen in Süd-Afrika: ein topographisch-statistischer Wegweiser für Auswanderer (1877)
- Karte West-Aequatorial-Afrikas zur Veranschaulichung des Deutschen Colonialbesitzes (1:780 000). Mit 1 Nebenkt.: Karte der Sklavenküste in 1:1500000 (1884)
- Spezialkarte des West-Afrikanischen Küstengebiets zwischen dem Alt-Kalabar Fluss u. Corisco Bai (Kamerun, Biafra, Batanga) : zur Veranschaulichung der Deutsche Schutzherrschaft gestellten Länderstrecken (1885)
- Die deutschen Seehäfen, ein praktisches Handbuch für Schiffskapitäne, Rheder, Assekuradeure, Schiffsmakler, Behörden, etc. Band 1. Die Häfen, Lösch- und Ladeplätze an der deutschen Ostseeküste (1889)
- Die deutschen Seehäfen, ein praktisches Handbuch für Schiffskapitäne, Rheder, Assekuradeure, Schiffsmakler, Behörden, etc. Band 2. Die Häfen, Lösch- und Ladeplätze an der deutschen Nordseeküste (1891)